# Tratado de Perth

Mapa do reino de Mann e das Ilhas, quase no final do século XI.

O Tratado de Perth, de 1266, encerrou o conflito militar entre Noruega, reinado por Magno VI, e a Escócia, reinado por Alexandre III, sobre a soberania das ilhas Hébridas e a ilha de Man.
As Hébridas e a Ilha de Man tinham-se tornado território norueguês durante os séculos em que a Escócia e a Noruega eram Estados-nação, e controle norueguês foi formalizado em 1098, quando Edgar da Escócia entregou as ilhas a Magno III da Noruega. Para a Noruega, as ilhas chamavam-se Sudreys, que significa Ilhas do Sul.
O Tratado de Perth foi aprovado três anos após a Batalha de Largs, em 1263, e, em Escócia (página 90, Pimlico 1992, ISBN 0-7126-9893-0), Michael Lynch comparou-o com o Tratado de Iorque de 1237. O Tratado de Iorque definiu a fronteira entre a Escócia e a Inglaterra, que é quase idêntica à moderna fronteira.
Largs é frequentemente invocada como uma grande vitória escocesa, mas as forças norueguesas, lideradas por Haakon IV, não estiveram muito empenhadas no combate e o resultado foi inconclusivo. Haquino tinha planeado a renovação da acção militar, no verão seguinte, mas ele morreu em Orkney durante o inverno. O seu sucessor, Magno VI, estabeleceu a paz, garantida pelo Tratado de Perth.
No tratado, a Noruega reconheceu a soberania escocesa sobre os territórios disputados em troca de uma quantia de 4000 marcos e uma anuidade de 100 marcos. A renda foi efectivamente paga durante as décadas subsequentes. A Escócia também confirmou a soberania norueguesa sobre Shetland e Orkney.